# Byram
Byram est une census-designated place et un quartier de Greenwich dans l'État du Connecticut. La population est de 8 254 habitants.
La carrière de Byram a fourni les pierres pour la construction du pont de Brooklyn et de la base de la statue de la Liberté à New York.
Une scène de Raisons d'État, un film de Robert De Niro, a été tournée à Byram.

## Source de la traduction
- (en) Cet article est partiellement ou en totalité issu de l’article de Wikipédia en anglais intitulé « Byram, Connecticut » (voir la liste des auteurs).